# Uznojem

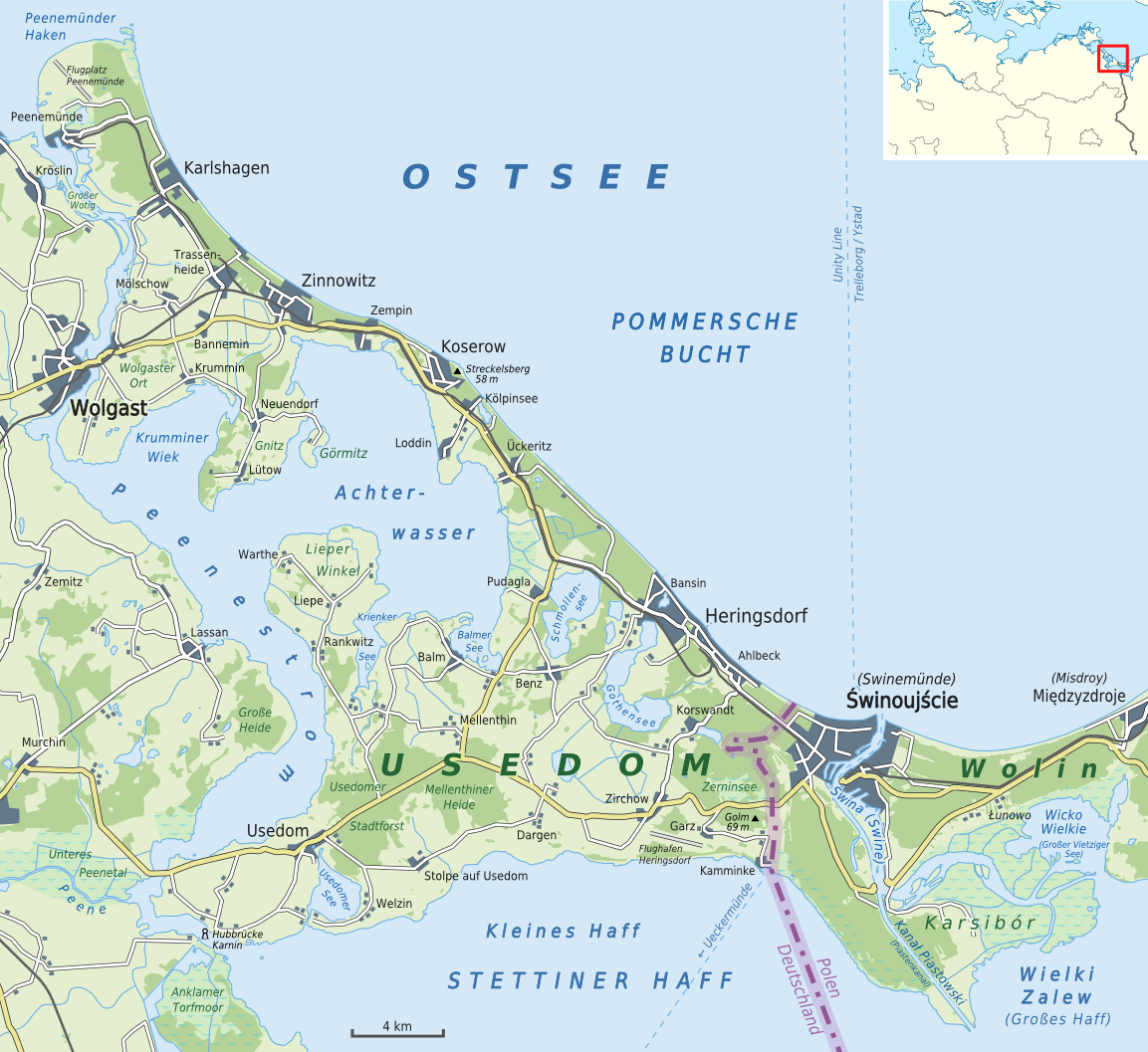
Mapa ostrova

Uznojem (německy Usedom, polsky Uznam, pomořansky Ùznôm) je pobřežní ostrov Baltského moře na hranici Polska (městský okres Svinoústí, Západopomořanské vojvodství) a Německa (Zemský okres Přední Pomořansko-Greifswald, Meklenbursko-Přední Pomořansko), který uzavírá ze severu Štětínský záliv (vody řeky Odra).
Rozloha ostrova činí 445 km², z čehož přibližně 72 km² se nachází v Polsku a 373 km² v Německu. Pobřeží je velmi členité s množstvím poloostrovů. Od pevniny je ostrov na západě oddělen úžinou Peenestrom, která současně představuje rozšířené ústí řeky Pěny (něm. Peene), a na jihu Štětínským zálivem. Od ostrova Volyň (pol. Wolin) jej odděluje úžina Svina. Na konci 19. století byl z důvodu zlepšení splavnosti Sviny vybudován kanál Kaiserfahrt, dnes zvaný (Kanał Piastowski), který od Uznojmu oddělil tak nově vzniklý ostrov Kaseburg, dnes Karsibór. Od západu zasahuje hluboko do ostrova zátoka Achterwasser, dělící ostrov na severní a jižní část.
Nejvýše položeným bodem ostrova je Golm s nadmořskou výškou 69 m, který leží blízko hranic na německé straně nedaleko Wydrzan, části města Svinoústí.